# Lavoûte-Chilhac
Lavoûte-Chilhac is een gemeente in het Franse departement Haute-Loire (regio Auvergne-Rhône-Alpes) en telt 318 inwoners (2004). De plaats maakt deel uit van het arrondissement Brioude. Lavoûte-Chilhac is lid van Les Plus Beaux Villages de France.

## Geografie
De oppervlakte van Lavoûte-Chilhac bedraagt 3,6 km², de bevolkingsdichtheid is 88,3 inwoners per km².

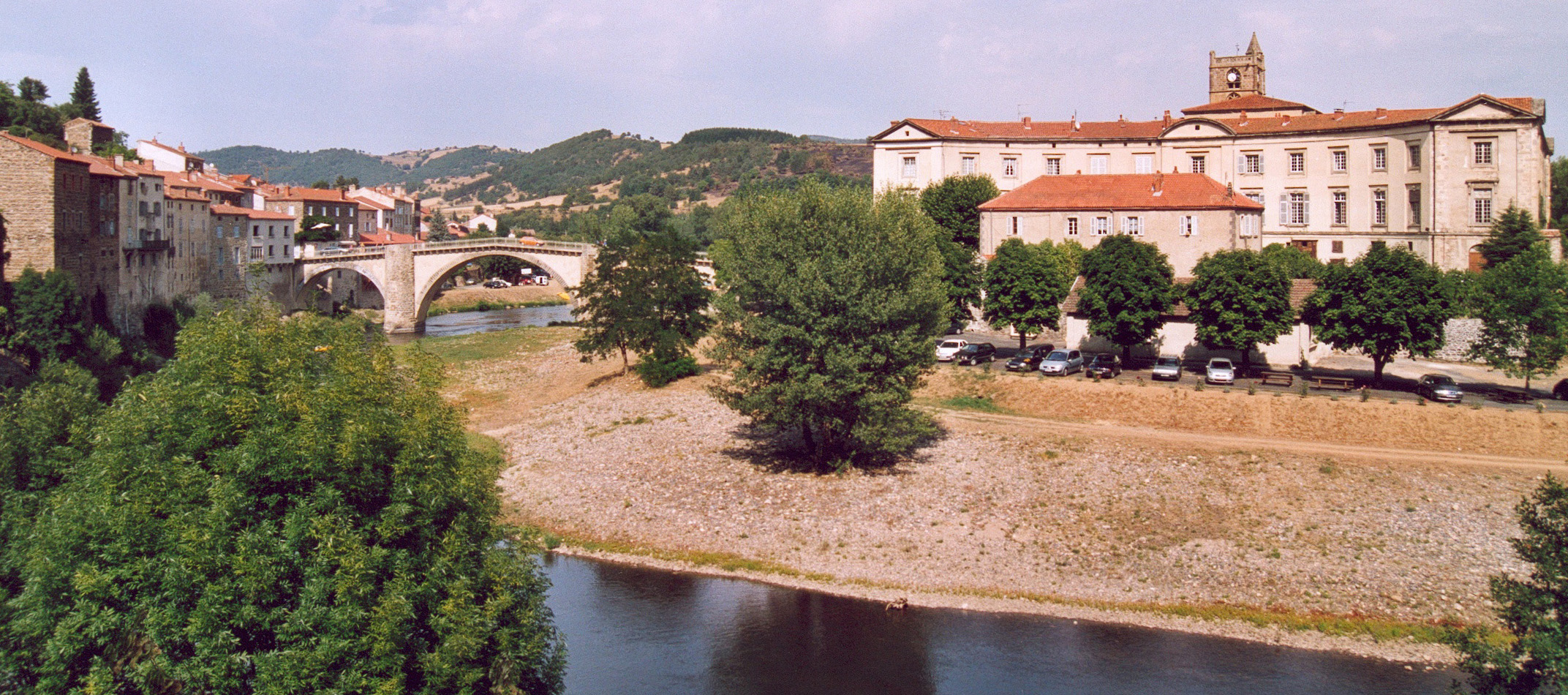
Lavoûte-Chilhac

De onderstaande kaart toont de ligging van Lavoûte-Chilhac met de belangrijkste infrastructuur en aangrenzende gemeenten.

## Demografie
Onderstaande figuur toont het verloop van het inwonertal (bron: INSEE-tellingen).